# Espermateca
Em zoologia, chama-se espermateca a uma cápsula, normalmente quitinosa que os machos de muitas espécies de animais invertebrados produzem para colocar os espermatozoides maduros. Nestas espécies, a fecundação é interna, mas o macho, durante a cópula, apenas transfere para a fêmea a espermateca que a fêmea abre enzimaticamente quando os seus óvulos estão maduros.
São exemplos de animais que utilizam esta estratégia reprodutiva, muitos crustáceos, insetos e alguns moluscos.